# Little Wyrley
Little Wyrley – wieś w Anglii, w hrabstwie Staffordshire. Leży 6 km od miasta Cannock. W 1870-72 osada liczyła 61 mieszkańców.